# The Flirting Husband
The Flirting Husband è un cortometraggio muto del 1912 diretto da Mack Sennett con Mabel Normand e Ford Sterling.

## Produzione
Prodotto dalla Keystone di Mack Sennett.

## Distribuzione
Distribuito dalla Mutual Film, il cortometraggio uscì nelle sale il 21 ottobre 1912 in split reel, in coppia con un altro corto di George Nichols, The Ambitious Butler.